# Las delicias de los verdes años
Las delicias de los verdes años es una película española, estrenada el 13 de septiembre de 1976 y basada en la obra de teatro homónima de Juan José Alonso Millán.

## Argumento
Mauro es un campesino que, en pleno siglo XV, inicia un viaje hacia Madrid para encontrar a su tío Illán, tras la muerte de su padre. A lo largo del camino va encontrando personajes pintorescos, como Herminia, quien disfrazada de hombre le roba el dinero; el matrimonio formado por Beatriz y Herculano, que es homosexual; Don Zoilo que es atracado por unos bandidos y su esposa Doña Clara. Tras muchas peripecias consigue llegar a Madrid, antes de que fallezca su tío Illán, que le deja en herencia una gran fortuna y una viuda desconsolada con ganas de recuperar su vida.

## Reparto
| Intérprete         | Personaje                |
| ------------------ | ------------------------ |
| María José Cantudo | Herminia                 |
| Francisco Algora   | Mauro Pacheco            |
| Bárbara Rey        | Doña Beatriz de Montilla |
| José Calvo         | Don Illán                |
| Beatriz Escudero   | Clara                    |
| Jesús Guzmán       | Zoilo                    |
| María Salerno      | Doña Laura               |
| Roberto Camardiel  | Don Protasio             |
| María Betina       | Calixta                  |
| Pep Munné          | Leandro                  |
| Juan Amigo         | Tello                    |
| Virginia García    | Aya                      |
| Jenny Llada        | Hija Posadero            |
| Cris Huerta        | Herculano                |
| José Vidal         |                          |
| Beni Deus          | Posadero                 |
| Mery Leyva         | Octavia                  |
| Blaki              | Pintor                   |
| Manuel Guitián     | Otón                     |
| Luis Lorenzo       | Criado de Don Illán      |
| Juan Carlos Pérez  |                          |
| Antonio Ramis      |                          |
| Víctor Israel      |                          |